# Ice Park and Mall

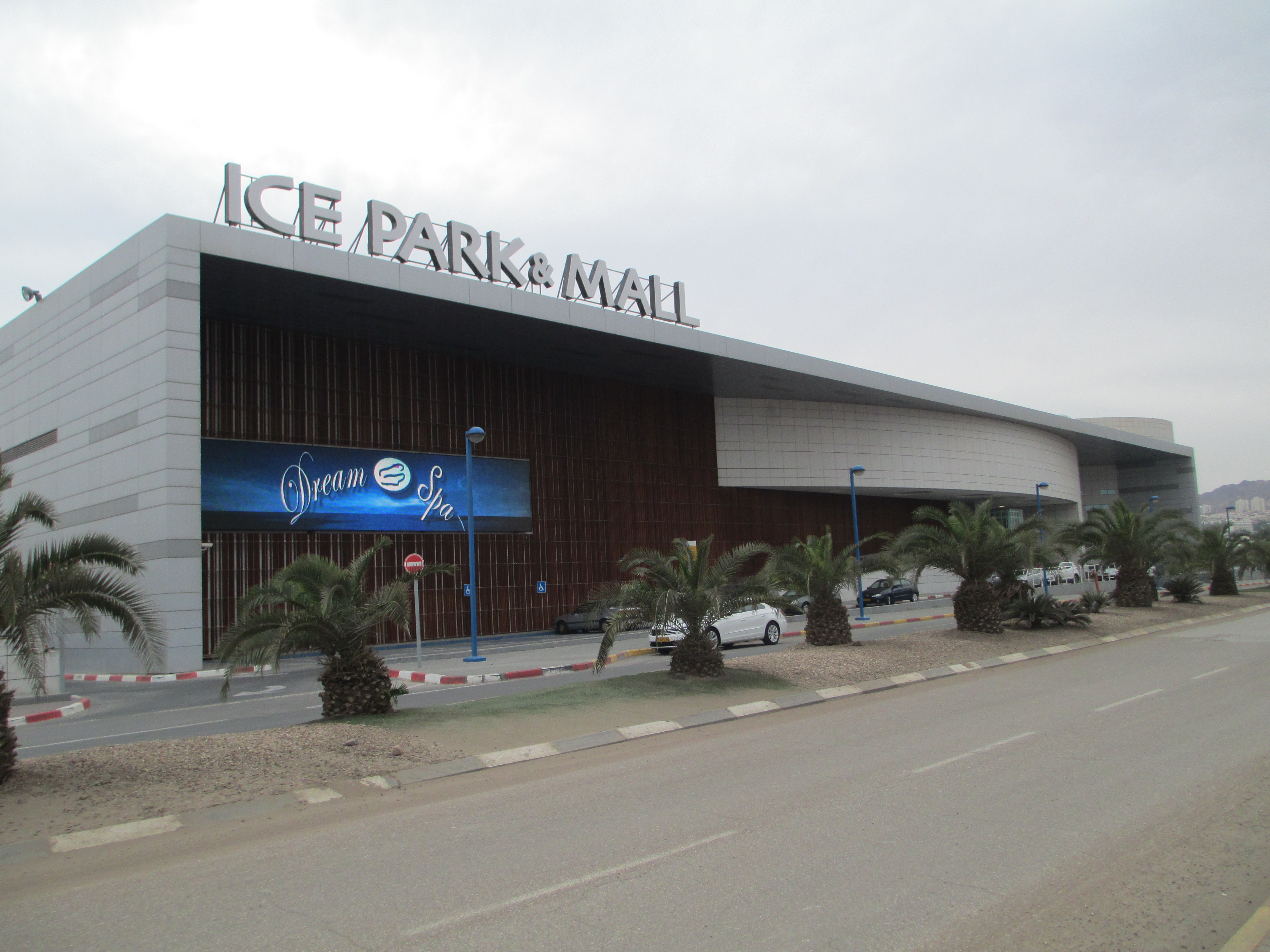
Vorderseite Ice Park & Mall

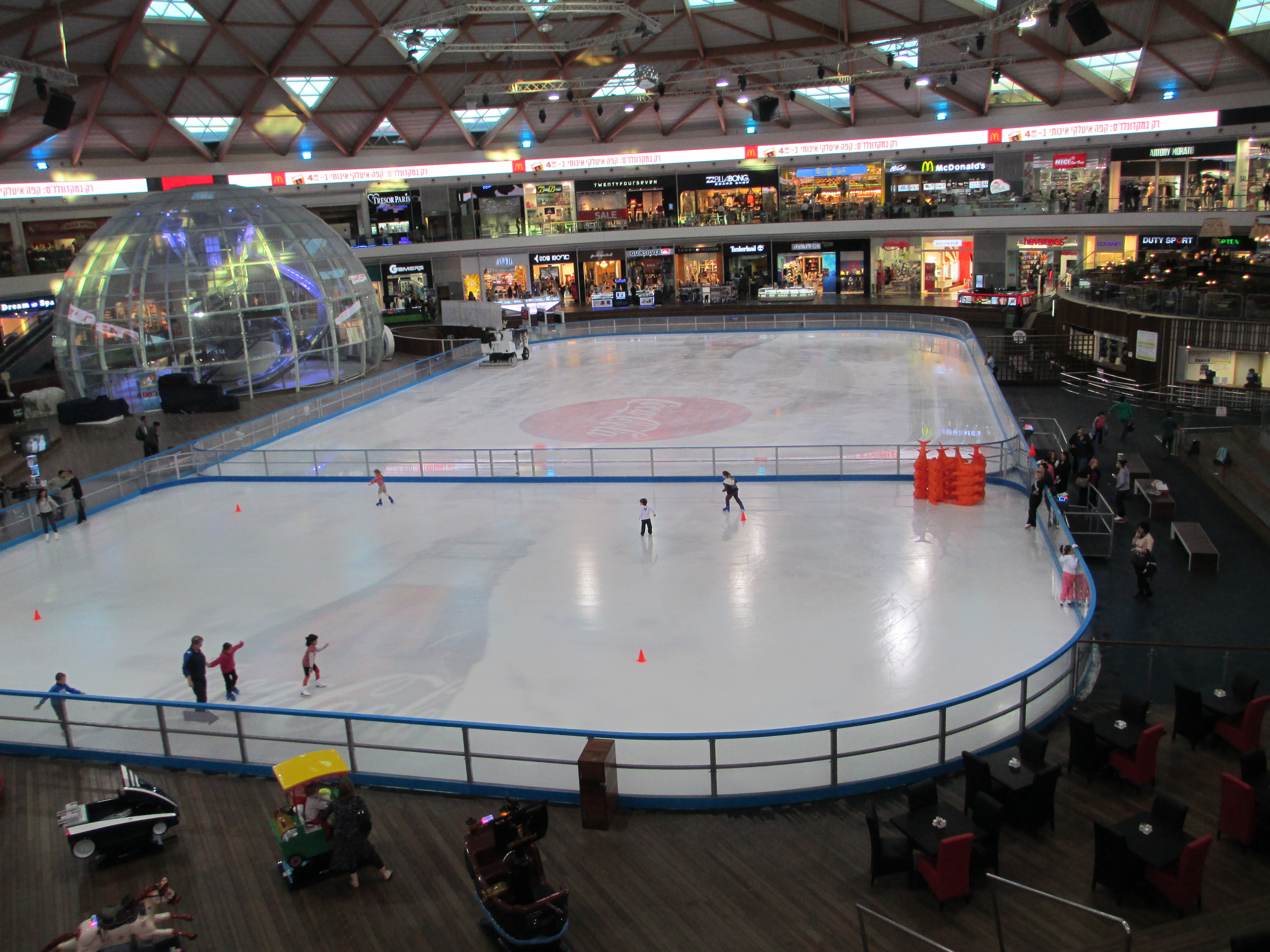
Die Eislaufbahn in Eilat

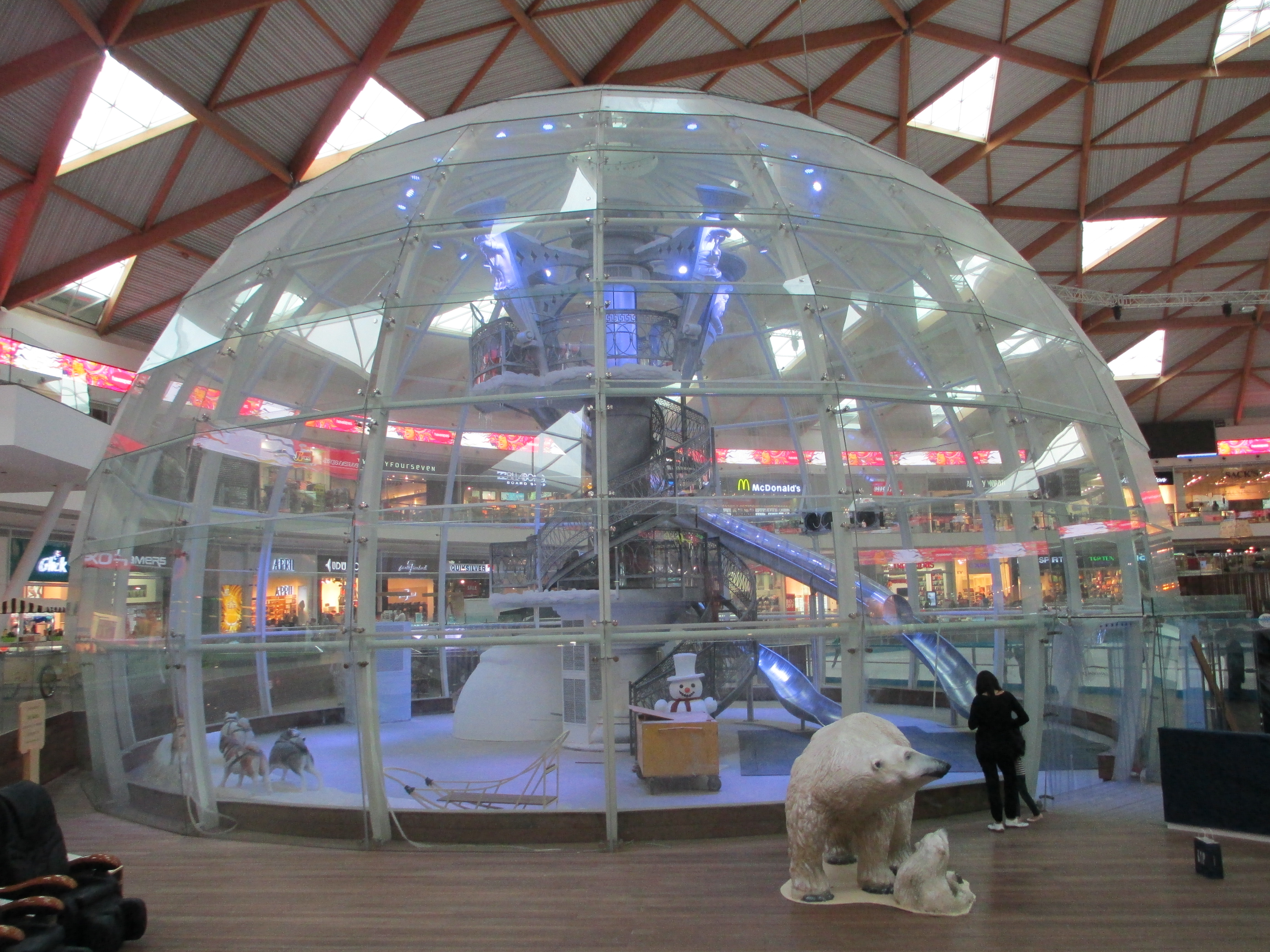
Kinderspielbereich in Form eines Iglu

Ice Park & Mall (hebräisch פארק הקרח אילת בעמ) ist ein 2012 eröffneter Gebäudekomplex aus Eissporthalle und Einkaufszentrum in der israelischen Stadt Eilat.
Der Ice Park hat die im Nahen Osten mit 105 Meter im Durchmesser größte Kuppel mit einem hölzernen Tragsystem und bildet eine der Sehenswürdigkeiten der Stadt. Die Eislauffläche, die auch für Eissportereignisse genutzt wird, beträgt 1800 Quadratmeter. Das Besondere an dieser Eishalle ist die Lage am südlichen Ende der Wüste Negev und die Nähe zum Roten Meer.
Die Ice Mall, das Einkaufszentrum verläuft über 10 Ebenen. Durch die individuelle Außen- und Dachgestaltung ist dieser Gebäudekomplex ein auffälliges Objekt im Stadtbild.
Bauherr ist die Ice Park Eilat Ltd. mit Sitz in Tel Aviv. Ausführende Architekten waren Feigin Architects, Tel Aviv.